# Panorama (Gianna Nannini)
Panorama è un singolo della cantautrice italiana Gianna Nannini, pubblicato il 9 maggio 2025.

## Descrizione
Il brano, scritto dalla stessa cantautrice con Alex Andrea Vella, in arte Raige, Francesco Catitti, in arte Katoo, e Luigi De Crescenzo, in arte Pacifico, è prodotto dalla stessa artista con Katoo e Michele Canova Iorfida.

## Video musicale
Il video musicale, diretto dalla stessa cantautrice Bianca Pizzimenti, in arte Bizzipi, è stato pubblicato in concomitanza all'uscita del brano attraverso il canale YouTube dell'artista.

## Tracce
Testi e musiche di Gianna Nannini, Alex Andrea Vella, Francesco Catitti e Luigi De Crescenzo.
1. Panorama – 2:45